# Federation Cup (Bangladesch) 2022/23
Der Federation Cup (Bangladesch) 2022/23, aus Sponsorengründen auch als Bashundhara Group Federation Cup bekannt, war die 34. Saison eines K.-o.-Fußballwettbewerbs in Bangladesch. Das Turnier wurde von der Bangladesh Football Federation organisiert. Der Wettbewerb begann am 20. Dezember 2022 und endete mit dem Finale am 30. Mai 2023. Titelverteidiger war Abahani Ltd. Dhaka.

## Austragungsorte
|  | Austragungsort | Stadion                             | Kapazität |
|  | -------------- | ----------------------------------- | --------- |
|  | Kumilla        | Shaheed Dhirendranath Datta Stadium | 18.000    |
|  | Gopalganj      | Sheikh Fazlul Haque Mani Stadium    | 5.000     |
|  | Munsiganj      | Munshiganj Stadium                  | 10.000    |

## Termine
| Runde         | Datum                                                   |
| ------------- | ------------------------------------------------------- |
| Gruppenphase  | 20. Dezember 2022 bis 3. Februar 2023                   |
| Viertelfinale | 4. April 2023 11. April 2023 18. April 2023 2. Mai 2023 |
| Halbfinale    | 9. Mai 2023 16. Mai 2022                                |
| Finale        | 30. Mai 2023                                            |

## Gruppenauslosung
Die Gruppenauslosung fand am 25. November 2022 um 16:00 Uhr im 3. Stock des BFF-Hauses Motijheel in Dhaka statt. Es gab elf Mannschaften, die in drei Gruppen ausgelost wurden. Die beiden besten Mannschaften jeder Gruppe und die beiden besten drittplatzierten Mannschaften qualifizierten sich für die K.-o.-Runde.

### Gruppeneinteilung
| Gruppe A                                                                    | Gruppe B                                                                              | Gruppe C                                                       |
| - Sheikh Jamal Dhanmondi Club - Mohammedan SC - Rahmatganj MFS - AFC Uttara | - Bashundhara Kings - Chittagong Abahani Limited - Muktijoddha Sangsad KC - Fortis FC | - Abahani Ltd. Dhaka - Sheikh Russel KC - Bangladesh Police FC |

## Gruppe A

### Tabelle
| Pl. | Verein                      | Sp. | S | U | N | Tore    | Diff. | Punkte |
| --- | --------------------------- | --- | - | - | - | ------- | ----- | ------ |
| 1.  | Mohammedan SC               | 3   | 2 | 1 | 0 | 010:200 | +8    | 07     |
| 2.  | Rahmatganj MFS              | 3   | 2 | 0 | 1 | 005:200 | +3    | 06     |
| 3.  | Sheikh Jamal Dhanmondi Club | 3   | 1 | 1 | 1 | 005:500 | ±0    | 04     |
| 4.  | AFC Uttara                  | 3   | 0 | 0 | 3 | 001:120 | −11   | 0      |

### Spiele
|                   | Ergebnis |                             |
| ----------------- | -------- | --------------------------- |
| 20. Dezember 2022 |          |                             |
| AFC Uttara        | 0:3      | Sheikh Jamal Dhanmondi Club |
| Mohammedan SC     | 1:0      | Rahmatganj MFS              |
| 10. Januar 2023   |          |                             |
| Rahmatganj MFS    | 3:0      | Sheikh Jamal Dhanmondi Club |
| Mohammedan SC     | 7:0      | AFC Uttara                  |
| 31. Januar 2023   |          |                             |
| AFC Uttara        | 1:2      | Rahmatganj MFS              |
| Mohammedan SC     | 2:2      | Sheikh Jamal Dhanmondi Club |

## Gruppe B

### Tabelle
| Pl. | Verein                     | Sp. | S | U | N | Tore    | Diff. | Punkte |
| --- | -------------------------- | --- | - | - | - | ------- | ----- | ------ |
| 1.  | Bashundhara Kings          | 3   | 3 | 0 | 0 | 008:300 | +5    | 09     |
| 2.  | Chittagong Abahani Limited | 3   | 1 | 1 | 1 | 001:200 | −1    | 04     |
| 3.  | Muktijoddha Sangsad KC     | 3   | 1 | 0 | 2 | 005:600 | −1    | 03     |
| 4.  | Fortis FC                  | 3   | 0 | 1 | 2 | 001:400 | −3    | 01     |

### Spiele
|                            | Ergebnis |                            |
| -------------------------- | -------- | -------------------------- |
| 27. Dezember 2022          |          |                            |
| Bashundhara Kings          | 2:0      | Fortis FC                  |
| Chittagong Abahani Limited | 1:0      | Muktijoddha Sangsad KC     |
| 17. Januar 2023            |          |                            |
| Fortis FC                  | 0:0      | Chittagong Abahani Limited |
| Bashundhara Kings          | 4:3      | Muktijoddha Sangsad KC     |
| 7. Februar 2023            |          |                            |
| Bashundhara Kings          | 2:0      | Chittagong Abahani Limited |
| Fortis FC                  | 1:2      | Muktijoddha Sangsad KC     |

## Gruppe C

### Tabelle
| Pl. | Verein               | Sp. | S | U | N | Tore    | Diff. | Punkte |
| --- | -------------------- | --- | - | - | - | ------- | ----- | ------ |
| 1.  | Abahani Ltd. Dhaka   | 2   | 2 | 0 | 0 | 004:300 | +1    | 06     |
| 2.  | Sheikh Russel KC     | 2   | 1 | 0 | 1 | 004:300 | +1    | 03     |
| 3.  | Bangladesh Police FC | 2   | 0 | 0 | 2 | 000:200 | −2    | 0      |

### Spiele
|                      | Ergebnis              |                    |
| -------------------- | --------------------- | ------------------ |
| 3. Januar 2023       |                       |                    |
| Bangladesh Police FC | 0:1                   | Abahani Ltd. Dhaka |
| 24. Januar 2023      |                       |                    |
| Bangladesh Police FC | 0:1                   | Sheikh Russel KC   |
| 28. Februar 2023     |                       |                    |
| Abahani Ltd. Dhaka   | 3:3 n. V. (5:4 i. E.) | Sheikh Russel KC   |

## Tabelle der besten Gruppendritten
| Pl. | Verein                      | Sp. | S | U | N | Tore    | Diff. | Punkte | Gruppe |
| --- | --------------------------- | --- | - | - | - | ------- | ----- | ------ | ------ |
| 1.  | Sheikh Jamal Dhanmondi Club | 2   | 0 | 1 | 1 | 002:500 | −3    | 01     | A      |
| 2.  | Muktijoddha Sangsad KC      | 2   | 0 | 0 | 2 | 005:600 | −1    | 0      | B      |
| 3.  | Bangladesh Police FC        | 2   | 0 | 0 | 2 | 000:200 | −2    | 0      | C      |

## Viertelfinale
|                    | Ergebnis |                             |
| ------------------ | -------- | --------------------------- |
| 4. April 2023      |          |                             |
| Bashundhara Kings  | 3:1      | Muktijoddha Sangsad KC      |
| 11. April 2023     |          |                             |
| Abahani Ltd. Dhaka | 1:0      | Sheikh Jamal Dhanmondi Club |
| 18. April 2023     |          |                             |
| Mohammedan SC      | 4:1      | Chittagong Abahani Limited  |
| 2. Mai 2023        |          |                             |
| Sheikh Russel KC   | 1:0      | Rahmatganj MFS              |

## Halbfinale
|                    | Ergebnis |                  |
| ------------------ | -------- | ---------------- |
| 9. Mai 2023        |          |                  |
| Bashundhara Kings  | 1:2      | Mohammedan SC    |
| 16. Mai 2023       |          |                  |
| Abahani Ltd. Dhaka | 3:0      | Sheikh Russel KC |

## Spiel um den 3. Platz
|                   | Ergebnis |                  |
| ----------------- | -------- | ---------------- |
| 23. Mai 2023      |          |                  |
| Bashundhara Kings | 2:1      | Sheikh Russel KC |

## Finale
|               | Ergebnis              |                    |
| ------------- | --------------------- | ------------------ |
| 23. Mai 2023  |                       |                    |
| Mohammedan SC | 4:4 n. V. (4:2 i. E.) | Abahani Ltd. Dhaka |